# Evacuare
.

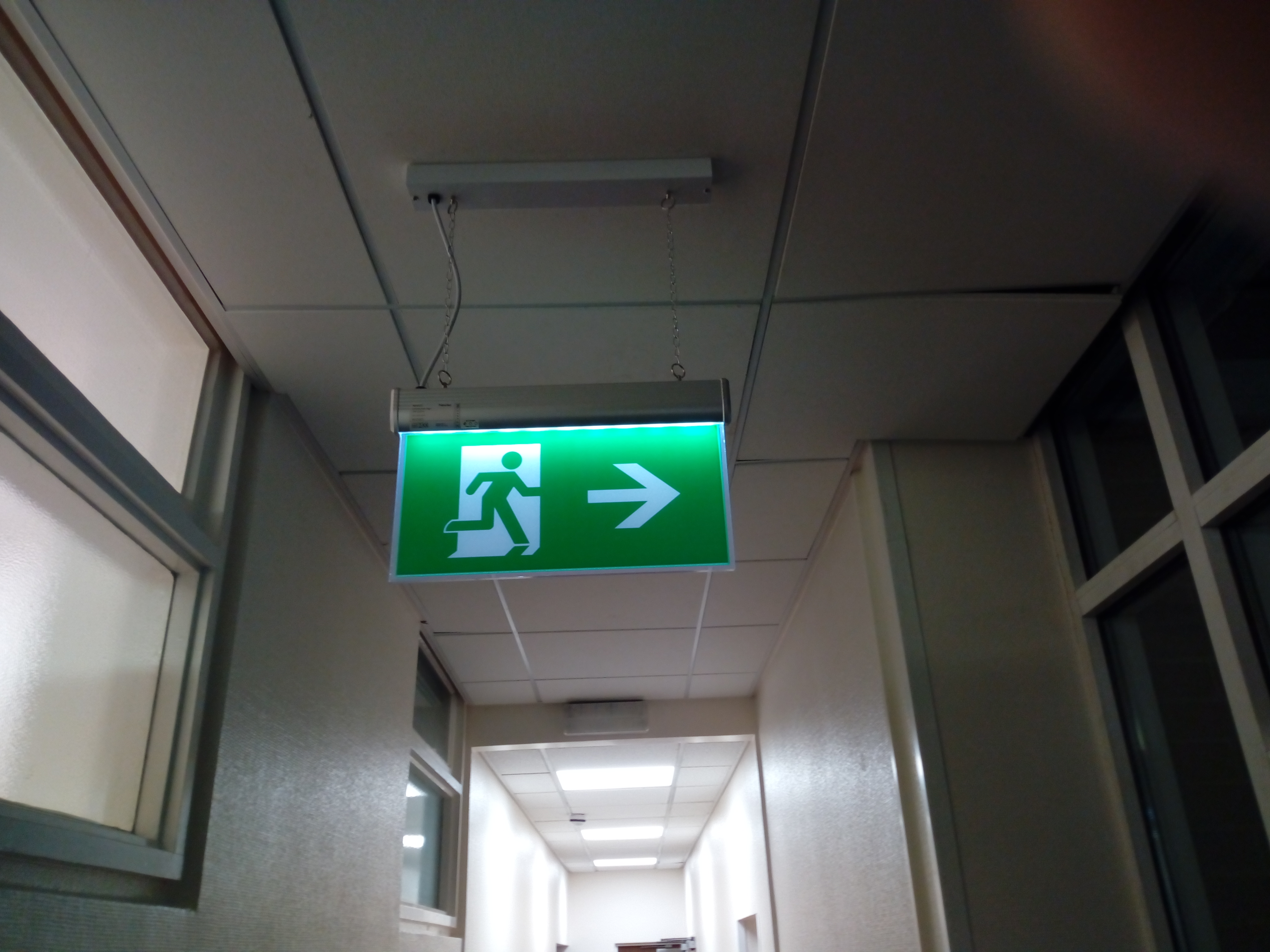
Ieșire de urgență(evacuare) în Marea Britanie

Loc de adunare a personalului în situații de urgență

Exemplu de plan de de evacuare și salvare dintr-o încăpere în Germania

Evacuarea este o măsură de protecție luată în cazul amenințării iminente, stării de alerta ori producerii unei situații de urgență și care consta în scoaterea din zonele afectate sau potențial a fi afectate, în mod organizat, a unor instituții publice, agenți economici, categorii sau grupuri de populație ori bunuri și dispunerea acestora în zone și localități care asigura condiții de protecție a persoanelor, bunurilor și valorilor, de funcționare a instituțiilor publice și agenților economici.
Evacuarea de urgență este o activitate organizată sau o ieșire imediată a persoanelor departe de o zonă care conține o amenințare iminentă sau un pericol pentru vieți sau bunuri.
Exemplele de evacuare au diferite forme, ele pot fi la scară mică a unei clădiri din cauza unei furtuni sau a unui incendiu, evacuarea la scară largă a unui oraș din cauza unei inundații, a unui bombardament sau a unui furtuni. 
În situații care implică materiale periculoase sau o posibilă contaminare, persoanele evacuate pot fi decontaminate înainte de a fi transportate în afara zonei contaminate. Planificarea evacuării este un aspect important al managementului situațiilor de urgență din care face parte evacuarea de urgență.

## Motivele evacuării
Evacuările pot fi efectuate înainte, în timpul sau după dezastre, cum ar fi:
Dezastre naturale
- Inundații
- Cutremure
- Incendiu de pădure

Accidente industriale
- Accident chimic
- Accident nuclear

Transport
- Accidente rutiere
- Accident de tren
- Evacuarea avioanelor de urgență
- Incendii
- Incendii industriale

Epidemii.

## Dezastru
Dacă un dezastru este iminent sau periculos de probabil, o evacuare salvează viața celor care locuiesc în zonă sau, într-un caz mai general, a celor care, dintr-un motiv sau altul, s-au evacuat din  acel loc. Persoanele evacuate trebuie să se mute într-un loc considerat sigur. O catastrofă poate forța o evacuare temporară sau permanentă, în funcție de natura acesteia.
Exemple de dezastre naturale
- cutremure, seceta și inundațiile;
- cicloanele în regiunile unde bântuie uraganul, taifunul care poate produce catastrofe naturale.

În cazul în care dezastru a avut loc deja, evacuarea ulterioară ar putea fi efectuată deoarece zona era nelocuibilă sau ostilă vieții umane sau din cauza fricii că un astfel de episod se va repeta deoarece duce la creșterea numărului de victime.
Exemple
- Orașu Cernobâl a fost evacuat după ce capacul reactorului nuclear din apropierea orașului a explodat.
- Orașul Santa Fe de la Vera Cruz (Argentina) a fost parțial evacuat când revărsarea apelor Rio Salado a inundat o parte considerabilă a acestuia.
- Cutremurul devastator din Mexic în anul 1985 care a avut loc la  o scară Richter de 8,1 și cu un epicentru situat în Oceanul Pacific în largul coastei Michoacán. Au murit  lăsat 3.692 de morți.
- Statele Unite ale Americii 1925, Tornada Tri-State. Tornada a parcurs mai mult de 350 km și a fost una foarte puternică. Mii de persoane au fost evacuate după ce și-au pierdut casele.

Catastrofele naturale din anul 2011 au adus pagubele materiale produse care s-au ridicat la 380 de miliarde de dolari, comparativ cu 75 de miliarde de dolari, media anuală întâlnită până atunci.

## Planuri
Planurile de evacuare de urgență sunt elaborate pentru a asigura o evacuare sigură și calmă a tuturor locuitorilor din localitate, oraș sau regiune.

## Planificare
Planurile de evacuare de urgență sunt elaborate pentru a asigura evacuarea în condiții de siguranță și cel mai scurt timp a tuturor locuitorilor dintr-o clădire, oraș sau regiune. Se stabilește un „timp de evacuare” estimativ pentru diferite pericole și condiții. Aceste estimări pot fi stabilite prin utilizarea celor mai bune exerciții practice de intervenție, reglementări sau prin simulări, cum ar fi evacuarea persoanelor pe grupe de persoane într-o clădire astfel încât se determină un timp estimativ.
O planificare adecvată se realizează utilizând mai multe ieșiri, benzi, fluxuri de evacuare și tehnologii speciale pentru a asigura evacuarea completă, rapidă și completă. Se iau în considerare situațiile persoanelor care nu se pot evacua singure, iar dacă este nevoie transportul pe targă a pacienților dacă s-au accidentat.
Trebuie luate în considerare evacuarea persoanelor cu handicap în timpul unei evacuări de urgență, acest lucru este important. Acest lucru se datorează faptului că este crucial ca fiecare utilizator să iasă din clădire în condiții de siguranță deci și persoanele cu dizabilități sau persoanele care nu sunt ambulatorii
Planificarea unui exercițiu în caz de incendiu România
Exercițiile privind modul de intervenție în caz de incendiu constituie formele de bază prin care se verifică stadiul și capacitatea de acțiune a personalului de la locul de muncă.
Exercițiile și aplicațiile vizează modul în care se execută:
- alarmarea;
- evacuarea;
- stingerea incendiului.

Exercițiile de intervenție se efectuează:
- planificat, pe bază de grafic, astfel încât la acestea să participe eșalonat toți salariații cu atribuții de intervenție de la locurile de muncă;
- inopinat, de către administrator/conducător, autoritățile de control sau de alți factori de decizie;
- planificat, pe bază de grafic, cu personalul serviciului privat pentru situații de urgență[5].

## Secvențe de evacuare
Simularea unei evacuări presupune următoarele faze:
- detectare
- decizie
- alarma
- reacție personalului
- deplasarea către o zonă de refugiu sau o zonă de evacuare
- transport.

## Evacuare la scară mică
Cele mai frecvente echipamente din clădiri pentru a facilita evacuările de urgență sunt alarmele de incendiu, indicatoarele de ieșire de evacuare. Unele structuri au nevoie de ieșiri speciale de urgență sau de evacuări de incendiu pentru a asigura disponibilitatea unor căi de evacuare alternative. Vehiculele comerciale de pasageri, cum ar fi autobuzele, bărcile și avioanele, au de asemenea adesea iluminat de evacuare și semnalizare, iar în unele cazuri ferestre sau uși suplimentare care funcționează ca ieșiri de urgență. Evacuarea aeronavelor comerciale de urgență este, de asemenea, facilitată de tobogane de evacuare și informări de siguranță înainte de zbor. Avioanele militare sunt adesea echipate cu scaune de evacuare sau parașute. Navele de apă(vapoarele) și avioanele comerciale care zboară deasupra apei sunt echipate cu vestă de salvare sau bărci de salvare.  